# Karotte

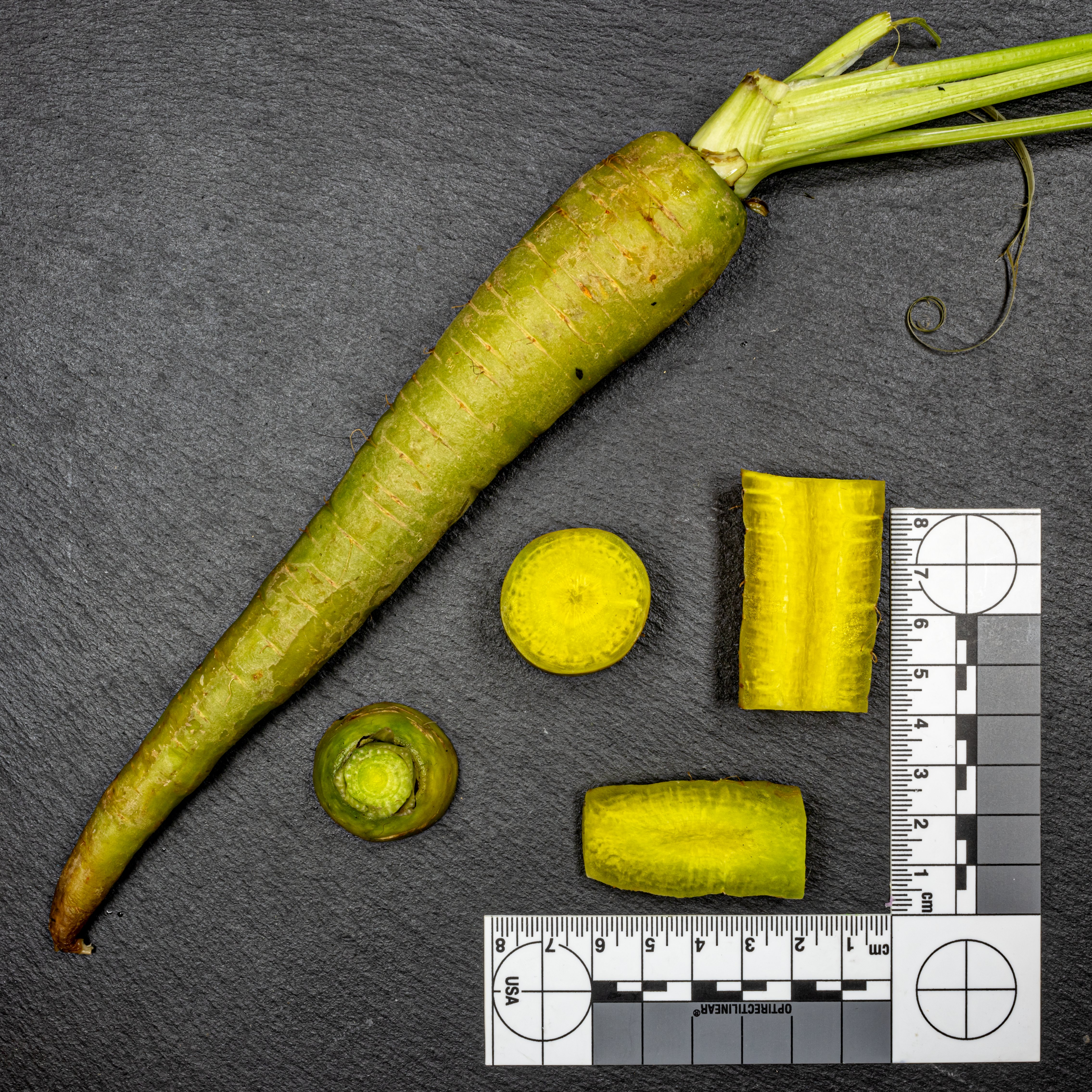
Eine grüne Karotte. Querschnitte durch die Wurzel

Die Karotte (Daucus carota subsp. sativus), auch bezeichnet als Möhre, Mohrrübe, Gelbrübe, Gelbe Rübe, Rüebli, Riebli oder Wurzel, ist eine nur in Kultur bekannte Form der Möhre (Daucus carota) innerhalb der Familie der Doldenblütler (Apiaceae). Von dieser Gemüsepflanze wird fast ausschließlich die Pfahlwurzel genutzt.

## Bezeichnung und Wortherkunft
Die Bezeichnung Karotte oder Möhre für die Pflanze wie auch die Rübe ist regional unterschiedlich: In Nord- und Ostdeutschland überwiegt Möhre, wobei in Süddeutschland junge Rüben Karotten genannt werden; Sorten mit kleinen, kugelförmigen Wurzeln werden deutschlandweit als Karotten bezeichnet. In Norddeutschland, vorzugsweise in Niedersachsen und Umgebung, findet sich auf den Märkten und in der Umgangssprache auch die Bezeichnung Wurzel (im Niederländischen wortel). Im Saterfriesischen heißt die Karotte auch Wuttel. Im Badischen, Schwäbischen, Fränkischen und Bairischen verwendet man oft den Terminus Gelbe Rübe, ebenso im Saarländischen und Pfälzischen, woraus sich dann Gelleriwe bzw. im Badischen Gelleriebe ableitet. In Österreich überwiegt im Hochdeutschen Karotte, während in der Deutschschweiz gebräuchliche Namen (Schweizerisch) Rübchen oder (mundartlich) Rüebli (halblanger oranger Typ) und Feldrüebli (Gelbe Rübe) sind.
Die sprachliche Entwicklung in Deutschland geht hin zu „Möhre“ und „Karotte“.
Die Bezeichnung „Karotte“ leitet sich (über volkslateinisch carotta) wie auch die englische, französische und italienische Bezeichnung vom lateinischen Wort carota (und dieses von griechisch karōtón, Mehrzahl karōtá „Möhren“) ab.
Das Wort „Möhre“ entwickelte sich über die alt- und mittelhochdeutschen Namen moraha, morha, mokra, morke, morhe und more aus einem gleichbedeutenden germanischen Wort (morhōn), aus welchen mit griechisch tà brákana, „wildwachsendes Gemüse“ und russisch morkov ein unsicheres indogermanisches **mṛk, „essbare Wurzel“ erschlossen werden könnte. Letzteres wird jedoch nicht in neueren Ausgaben des „Kluge“ vertreten.

## Beschreibung und Ökologie

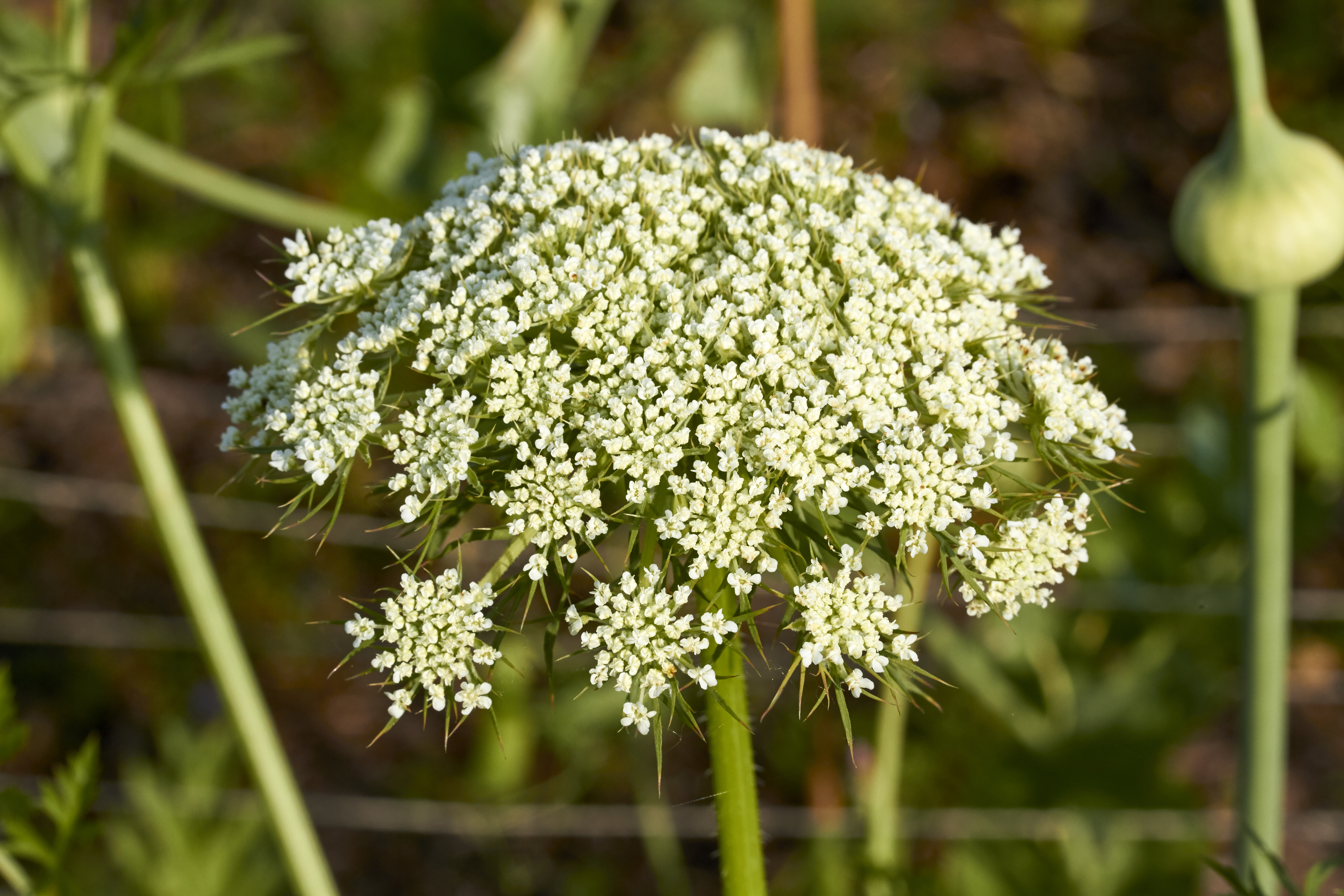
Doppeldoldiger Blütenstand von oben

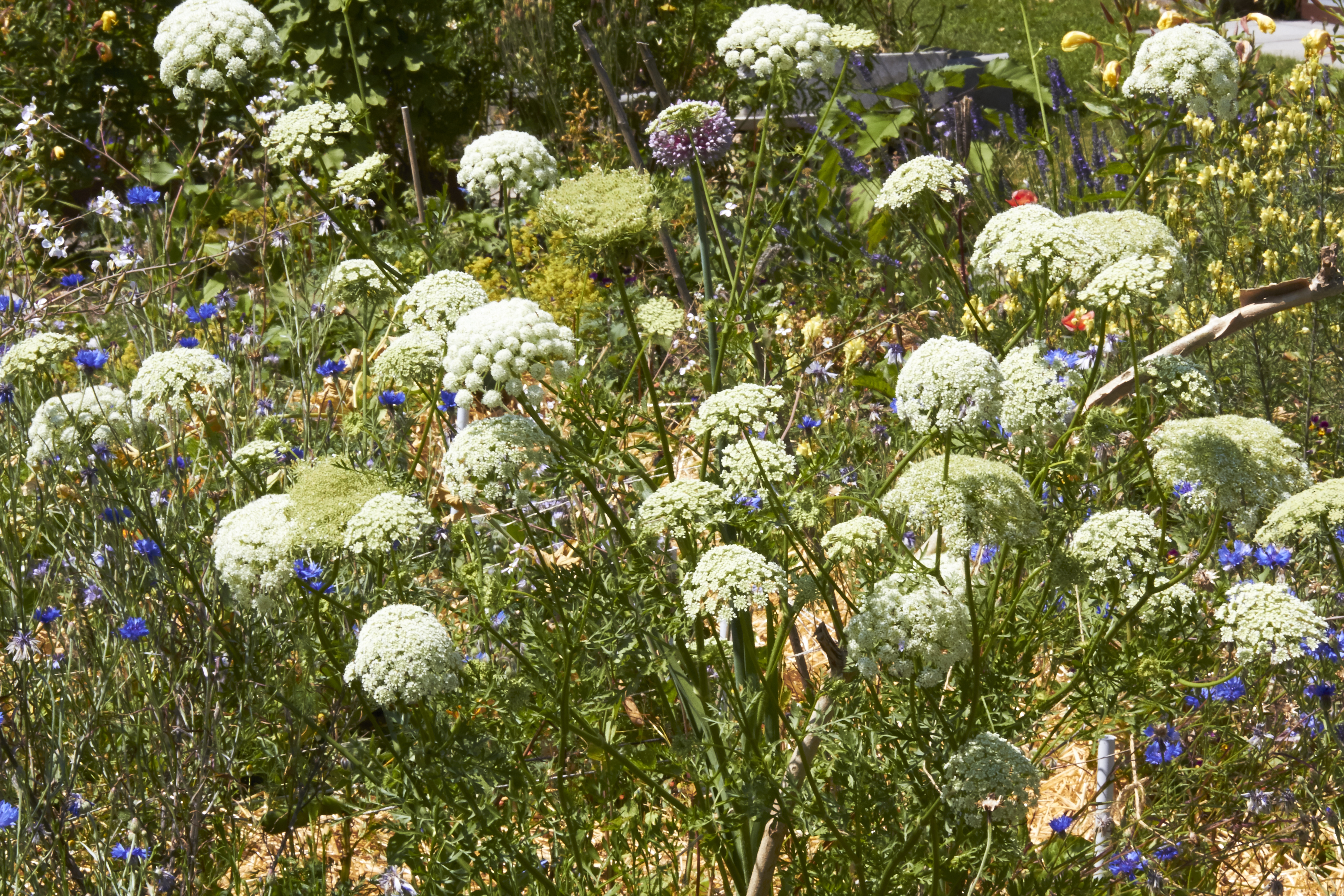
Habitus einer blühenden Pflanze im zweiten Jahr

### Vegetative Merkmale
Die Karotte ist eine zweijährige krautige Pflanze, wird aber – außer zur Samengewinnung – nur einjährig kultiviert. Im ersten Jahr bildet sie eine grundständige Blattrosette aus doppelt bis dreifach gefiederten Laubblättern und eine Pfahlwurzel aus. Diese verdickt sich im Laufe des Wachstums und wird so zum Speicherorgan. Im zweiten Jahr verlängert sich die Sprossachse, die Blattrosette wird aufgelöst und es entsteht ein verzweigter, beblätterter blütentragender Stängel.
In der Pfahlwurzel werden Reservestoffe gespeichert. Die Pfahlwurzel besteht aus der Krone (Kopf), der Rinde (Bast), der Korkschicht, dem im Innern gelegenen Mark (dem „Holzteil“) und von ihr gehen Adventivwurzeln aus.

### Inhaltsstoffe
Die meisten Inhaltsstoffe befinden sich in der Rinde der Pfahlwurzel. In der Züchtung wird daher seit jeher auf einen hohen Rindenanteil und einen kleinen, zarten „Holzteil“ hingearbeitet. Im Mark, dem Zentralzylinder, befindet sich weniger Carotin, weshalb es heller als die Rinde ist, der Saccharose-Gehalt ist niedriger, der Nitrat-Gehalt höher. Die Rübe kann je nach Sorte lang, halblang, kurz, zylindrisch, kreisel- oder kegelförmig mit je spitzen oder stumpfen Enden sein. Farbvarianten sind hell- oder dunkelrot, orangefarben, weiß und violett. Die Färbung hängt von der Sorte, den Kulturbedingungen und der Witterung ab. Die Färbung geht auf Carotinoide, Anthocyane und Chlorophyll zurück.

### Generative Merkmale

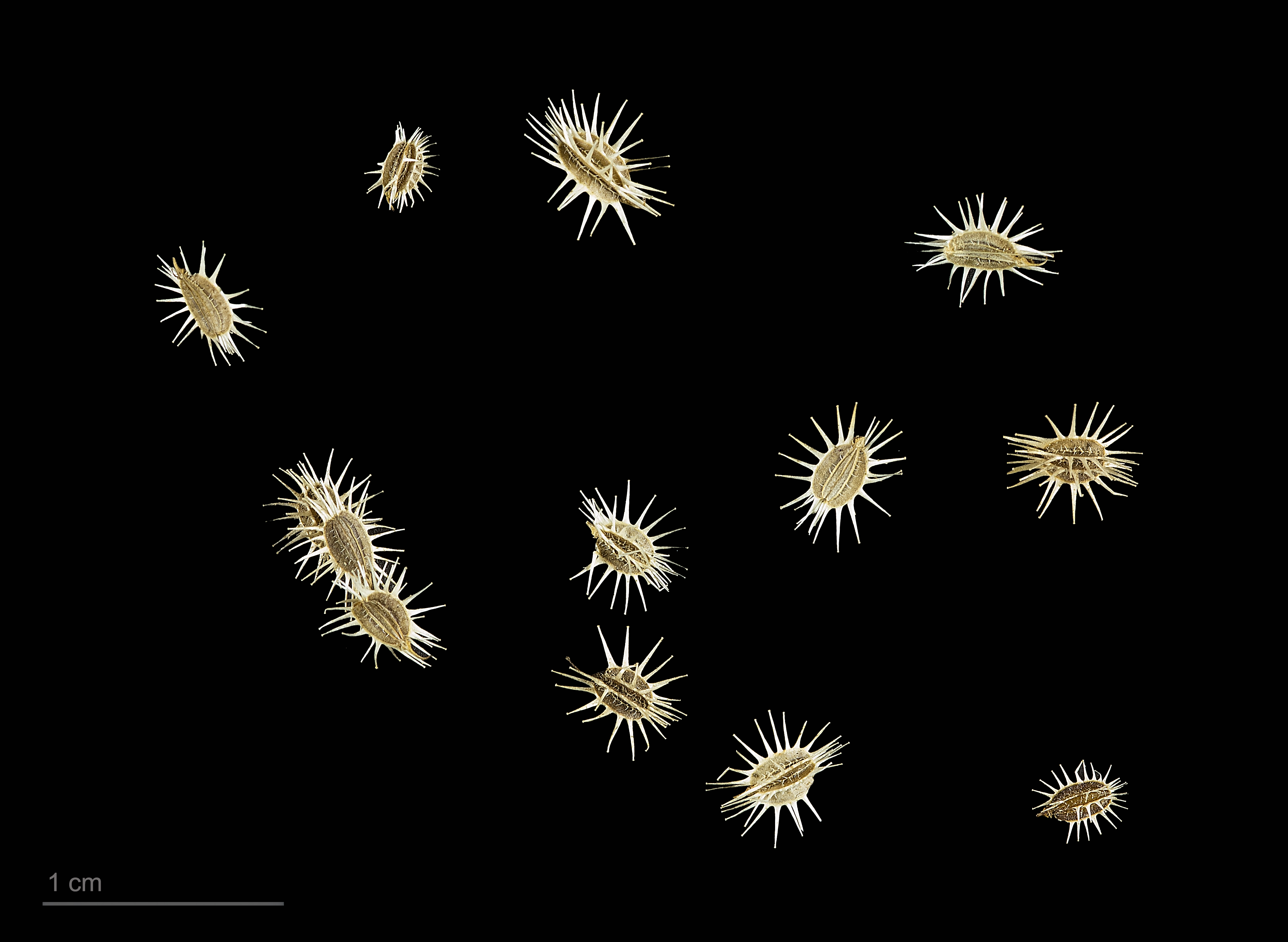
Früchte

Im zweiten Jahr entwickelt sich der reich verzweigte Stängel, der die Blütenstände trägt und Wuchshöhen von bis zu 150 cm erreicht. Die Blütezeit beginnt im Juni. Im doppeldoldigen Blütenstand befinden sich viele Blüten. Die Blüten sind meist zwittrig und können auch steril oder teilsteril sein. Sie sind cremefarben. Es überwiegt Fremdbestäubung, die durch Insekten erfolgt. Die Bildung der Blütenstände kann auch bereits im ersten Jahr durch einen Kältereiz (Vernalisation) von 1 bis 10 °C nach der Jugendphase ausgelöst werden.
Die Teilfrüchte sind länglich oval. Außen sind sie mit feinen Härchen besetzt. In Mitteleuropa reifen sie zwischen August und September. Das Tausendkorngewicht beträgt 0,8 bis 1,8 g.

### Chromosomenzahl
Die Chromosomenzahl beträgt 2n = 18.

## Inhaltsstoffe
In der Tabelle rechts angegeben sind Durchschnittswerte, die je nach Kulturweise und Sorte stark abweichen können. Außer den angegebenen Werten ist der Carotingehalt (vorwiegend α- und β-Carotin, „Provitamin A“) von Bedeutung. Je nach Sorte und Anbaubedingungen liegt er zwischen 5 und 30 mg pro 100 g Frischsubstanz. Für den Geschmack verantwortlich sind neben dem Zuckergehalt die ätherischen Öle und Fruchtsäuren. Bei letzteren herrscht die Äpfelsäure vor, gefolgt von Citronensäure, Chinasäure, Bernsteinsäure und Fumarsäure. Darüber hinaus enthalten Karotten vergleichsweise hohe Mengen an Pektinen (im Schnitt 1,4 % des Gewichtsanteils).

## Anbau

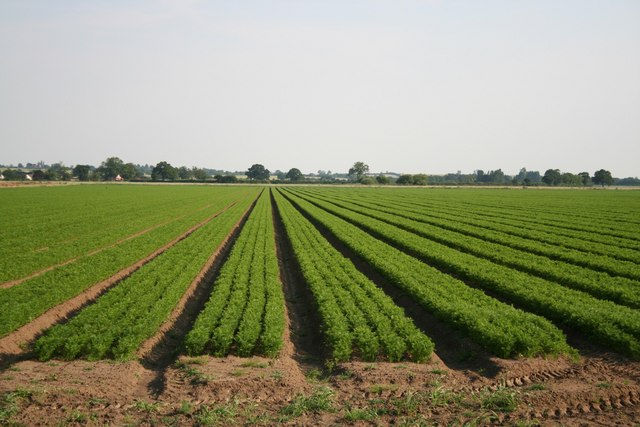
Karottenanbau in England

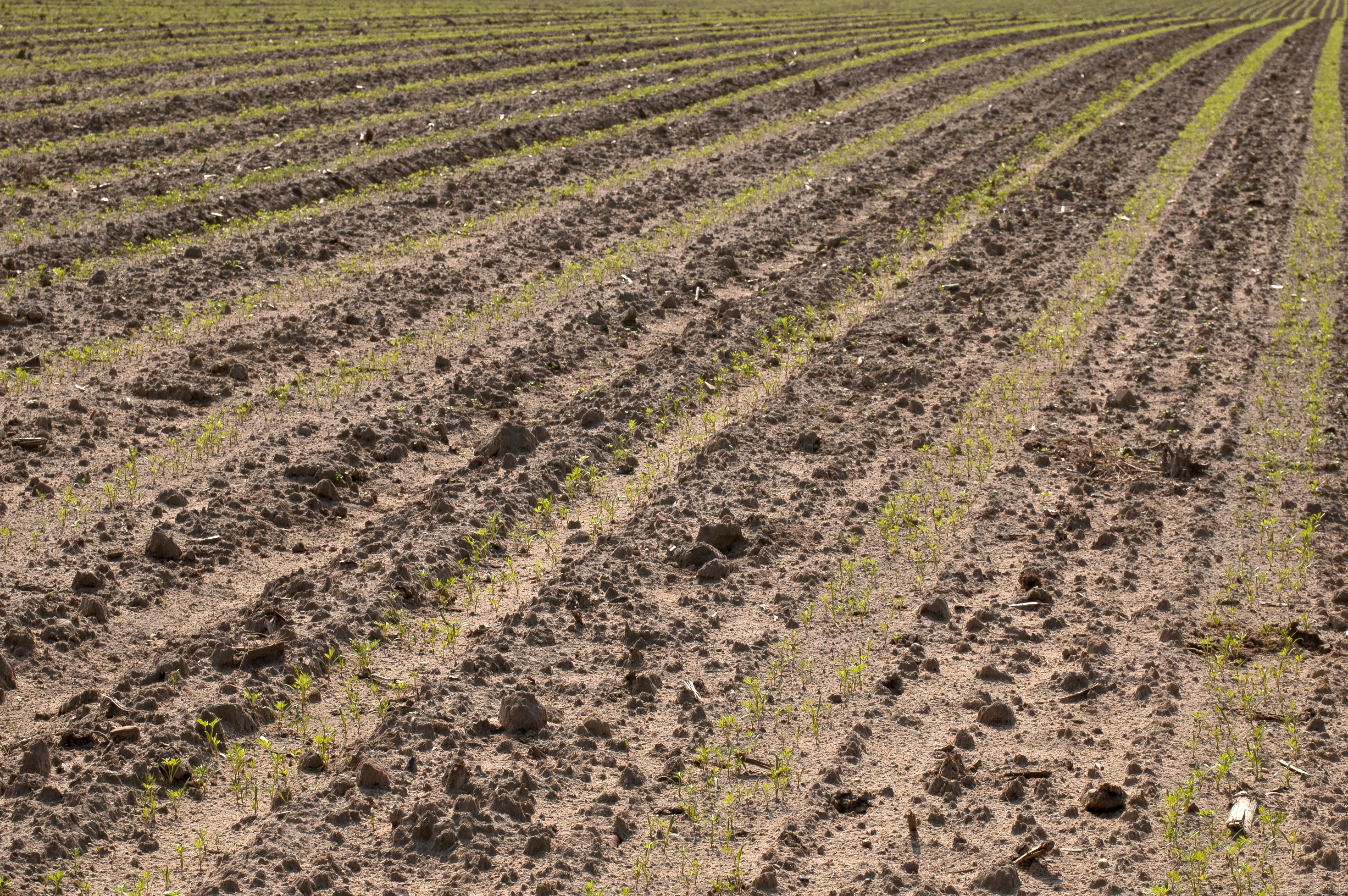
Junge Karotten auf Sandboden

Am besten wachsen Karotten in tiefgründigen, steinfreien Sandböden oder sandigen Lehmböden sowie auf Löß mit durchlässigem Untergrund. Der pH-Wert liegt optimalerweise zwischen 6,5 und 7,5. Der Anbau erfolgt von der gemäßigten Zone bis in subtropische Gebiete, die besten Erträge werden allerdings in kühleren Gebieten mit Tagesdurchschnittstemperaturen zwischen 16 und 18 °C erzielt. In der Fruchtfolge ist ein dreijähriger Abstand zu anderen Doldenblütlern zu beachten, bei Befall mit Nematoden auch länger.
Als Vorfrüchte sind solche geeignet, die mit Stallmist gedüngt werden. Grund dafür ist, dass Ertrag wie Ertragssicherheit der Karotte wie auch der Inhaltsstoffgehalt besser sind, je höher der Gehalt an organischer Substanz im Boden ist. Gute Kombinationen in der Fruchtfolge ergeben sich mit Feldfutterpflanzen (mit Ausnahme von Luzerne und Rot-Klee als Wirte für Wurzelgallenälchen), mit Leguminosen und Kohl-Arten. Hinsichtlich des Nitratgehaltes ist Getreide eine gute Vorfrucht.
Der Bedarf der Karotte an Stickstoff ist im Vergleich zu anderen Gemüsen sehr gering. Sie ist allerdings stark Kalium-bedürftig, gegen Kalkgaben ist sie empfindlich. Wichtige Mikronährstoffe sind Magnesium, Bor, Kupfer und Molybdän.
Je nach der Entwicklungsdauer der Karotten und dem Erntetermin wird zwischen mehreren Anbauformen unterschieden:
- Frühmöhrenanbau mit 70 bis 90 Tagen
- Sommermöhren mit 110 bis 135 Tagen
- Spätmöhrenanbau mit 170 bis 220 Tagen

Bei Frischmöhren überwiegt der Beetanbau. In Gebieten mit hohem Grundwasserstand wie in den Niederlanden werden die Karotten auf Dämmen angebaut.
Nach ihrem Verwendungszweck wird unterschieden zwischen Karotten ohne Laub für den Frischverzehr, zur Lagerung und als Industrieware und Karotten mit Laub, die als Bundware dem Frischverzehr dienen. Übliche Bezeichnungen sind daher auch Industriemöhren, Lagermöhren, Wasch- und Bündelmöhren für den Frischmarkt. Sowohl Industriemöhren wie Möhren für den Frischverzehr werden heute in großflächigem Anbau erzeugt, der einen hohen Grad an Mechanisierung aufweist. Zur mechanisierten Ernte können zum Beispiel Siebkettenroder Verwendung finden, wie sie auch zur Kartoffelernte eingesetzt werden.
Die Karotte wird seit etwa 1900 intensiv züchterisch bearbeitet. Es gibt EU-weit rund 300 Sorten. Mithilfe der Hybridzüchtung konnte ein Heterosis-Effekt genutzt werden, um besonders die Ausgeglichenheit der Wurzelform, -färbung und -größe zu erreichen, das Verhältnis von Mark zu Rinde zu vergrößern sowie den Zucker- und Carotingehalt zu erhöhen. Bauern und Gärtner können solches Hybridsaatgut nicht selbst ernten, sondern müssen es für jede Aussaat von internationalen Saatgutherstellern kaufen.

## Krankheiten und Schädlinge

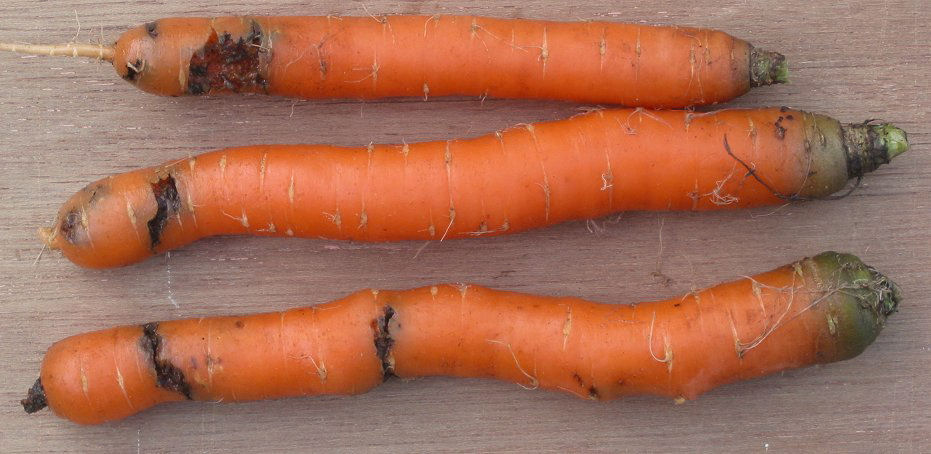
„Eisenmadigkeit“ durch Möhrenfliegenbefall

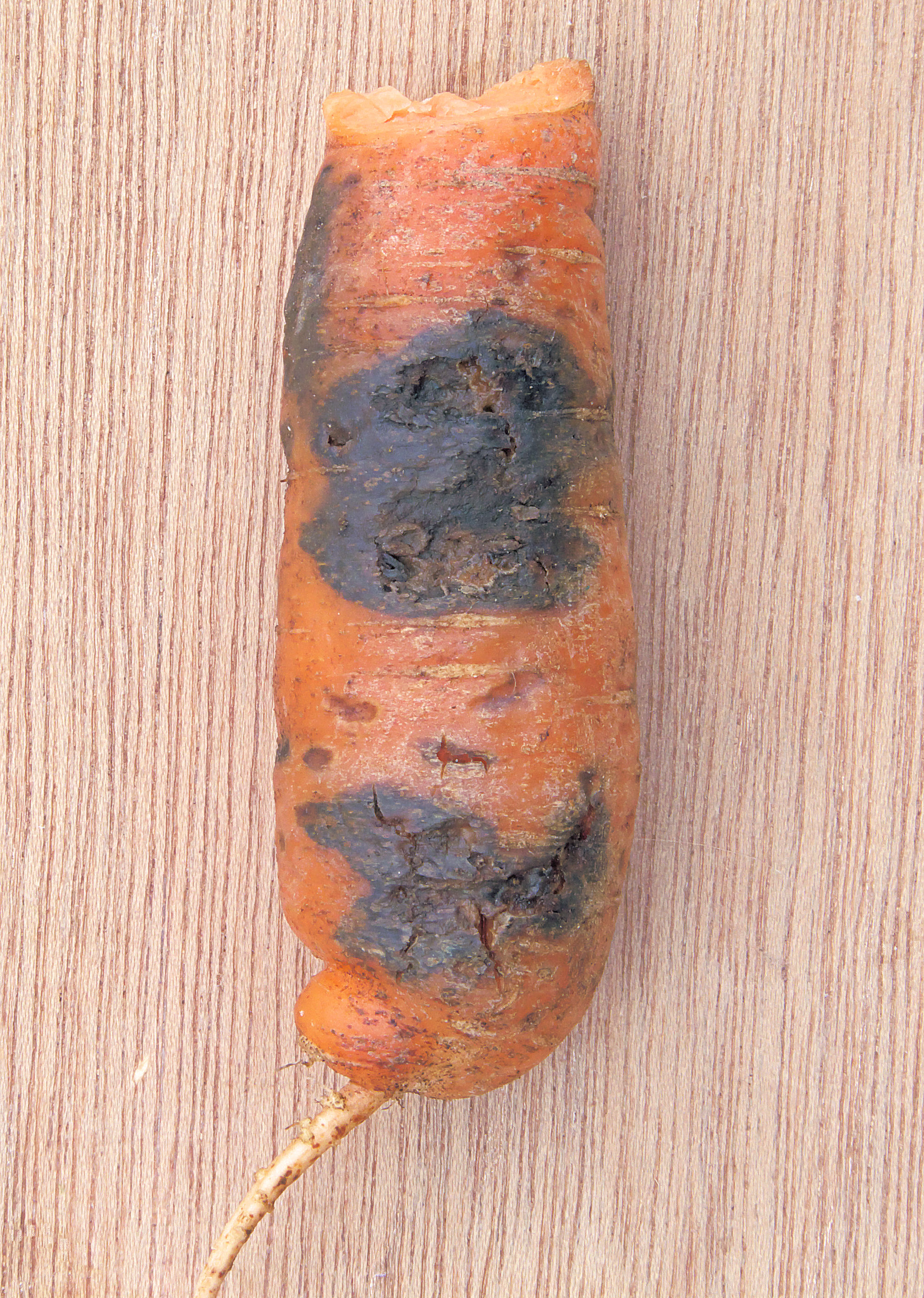
Schwarzfäule

Die Möhrenscheckung oder Möhrenrotblättrigkeit wird durch zwei verschiedene Viren ausgelöst, wobei das carrot mottle virus (Tombusviridae: Umbravirus) die Gelbscheckung und das carrot red leaf virus (Luteoviridae: Polerovirus) die Rotfärbung verursacht. Das Laub bleibt bei Befall in der Entwicklung zurück. Ein weiteres Virus, das Karotten befällt, ist das Carrot virus Y (CarVY, Potyviridae: Potyvirus).
Die Grauschimmelfäule (Botrytis cinerea) tritt als Schwäche- und Wunderreger auf und kann weitreichende Wurzelfäule auslösen. Die Schwarzfäule (Alternaria radicina) verursacht grauschwarze Flächen. Andere Pilze, die schwarze Wurzelfäule verursachen, ausgelöst z. B. durch zu feuchte Lagerbedingungen oder der Ernte nachgeschaltete Prozessschritte, sind Thielaviopsis basicola und Chalaropsis thielavioides und Rhexocercosporidium carotae.  Die Weißfäule (Sclerotinia sclerotiorum) bildet ein üppiges, watteartiges Myzel, und die Möhrenschwärze (Alternaria dauci) verursacht Fäulnis und nekrotisches Rindengewebe. Sie befällt Rübe und Laub und kann zu erheblichen Ertragsausfällen führen. Der Violette Wurzeltöter (Rhizoctonia crocorum) befällt den unteren Teil der Karotten mit einem violetten Myzel, die befallenen Stellen verfaulen.
Athelia arachnoidea löst in seiner Nebenfruchtform als Rhizoctonia carotae eine Fäule aus.
Unter den tierischen Schädlingen hatte früher die Möhrenfliege (Psila rosae) die größte Bedeutung, sie tritt heute im feldmäßigen Anbau aber weniger in Erscheinung. Wurzelgallenälchen (Meloidogyne hapla) treten besonders in warmen Sommern auf und führen zu kurzen, verzweigten Rüben. Möhrenzystenälchen (Heterodera carotae) und Stängelälchen (Ditylenchus dipsaci) treten seltener und nur lokal auf. Weitere tierische Schädlinge sind Möhrenblattfloh (Trioza apicalis), Mehlige Möhrenblattlaus (Semiaphis dauci), Möhrengallmücke (Kiefferia pimpinellae) sowie mehrere Schmetterlingsraupen wie z. B. die des Möhrenzünslers (Sitochroa palealis).

## Wirtschaftliche Bedeutung
2022 wurden laut der Ernährungs- und Landwirtschaftsorganisation der Vereinten Nationen FAO weltweit 42.233.350 t Karotten (einschließlich Speiserüben) geerntet.
Folgende Tabelle gibt eine Übersicht über die 10 größten Produzenten von Karotten weltweit, die insgesamt 70,9 % der Erntemenge produzierten. (Die Werte für Österreich und die Schweiz sind zum Vergleich angegeben.)
| Rang | Land                   | Menge (in t) |
| ---- | ---------------------- | ------------ |
| 1    | Volksrepublik China    | 18.676.442   |
| 2    | Usbekistan             | 3.915.983    |
| 3    | Vereinigte Staaten     | 1.381.461    |
| 4    | Russland               | 1.362.176    |
| 5    | Vereinigtes Königreich | 887.502      |
| 6    | Türkei                 | 790.983      |
| 7    | Deutschland            | 780.490      |
| 8    | Ukraine                | 748.930      |
| 9    | Indonesien             | 737.965      |
| 10   | Pakistan               | 679.652      |
|      | Summe Top Ten          | 29.961.585   |
| 44   | Österreich             | 118.410      |
| 51   | Schweiz                | 63.668       |

## Nutzung

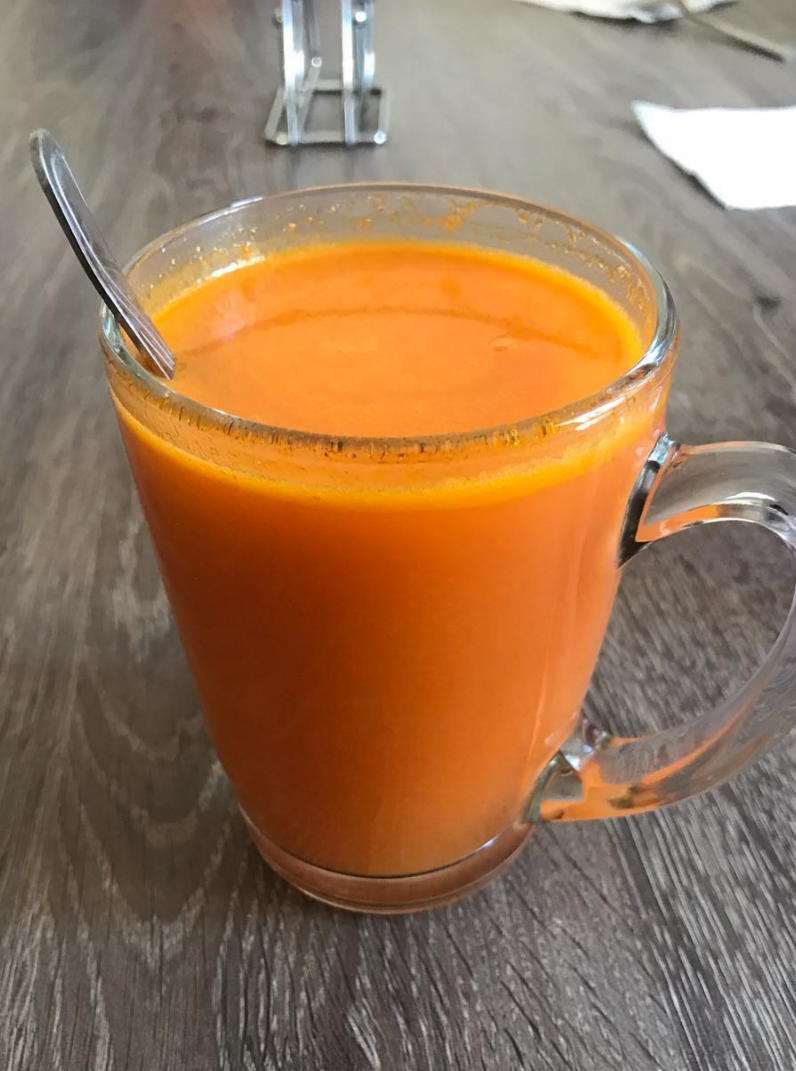
Karottensaft

Die Rübe der Karottenpflanze wird roh, gekocht, als Saft oder konserviert verzehrt, die Konservierung erfolgt dabei als Nass-, Gefrier- oder Sauerkonserve oder als Trockenprodukt.
Das Laub der Karotte kann auch gegessen werden oder als Futtermittel für Tiere verwertet werden, insbesondere Kaninchen fressen es sehr gerne.

## Ernährungsphysiologie
Ernährungsphysiologisch hervorzuheben ist der hohe Gehalt von Carotin, Vitamin C, Kalium und Eisen. Bedeutung hat die Karotte besonders in der Ernährung von Kleinst- und Kleinkindern sowie in der Diätküche. Karotten sind förderlich für die Blut- und Zahnbildung sowie für die natürliche Widerstandskraft gegen Krankheiten. Karottensaft wirkt regulierend auf die Magensaftabsonderung. Ihr Kaliumgehalt wirkt harntreibend. Karotten werden auch bei Verdauungsstörungen von Kleinkindern eingesetzt, die leicht stopfende Wirkung beruht auf dem hohen Pektin-Gehalt und den leicht bakteriostatisch wirkenden ätherischen Ölen.

## Geschichte

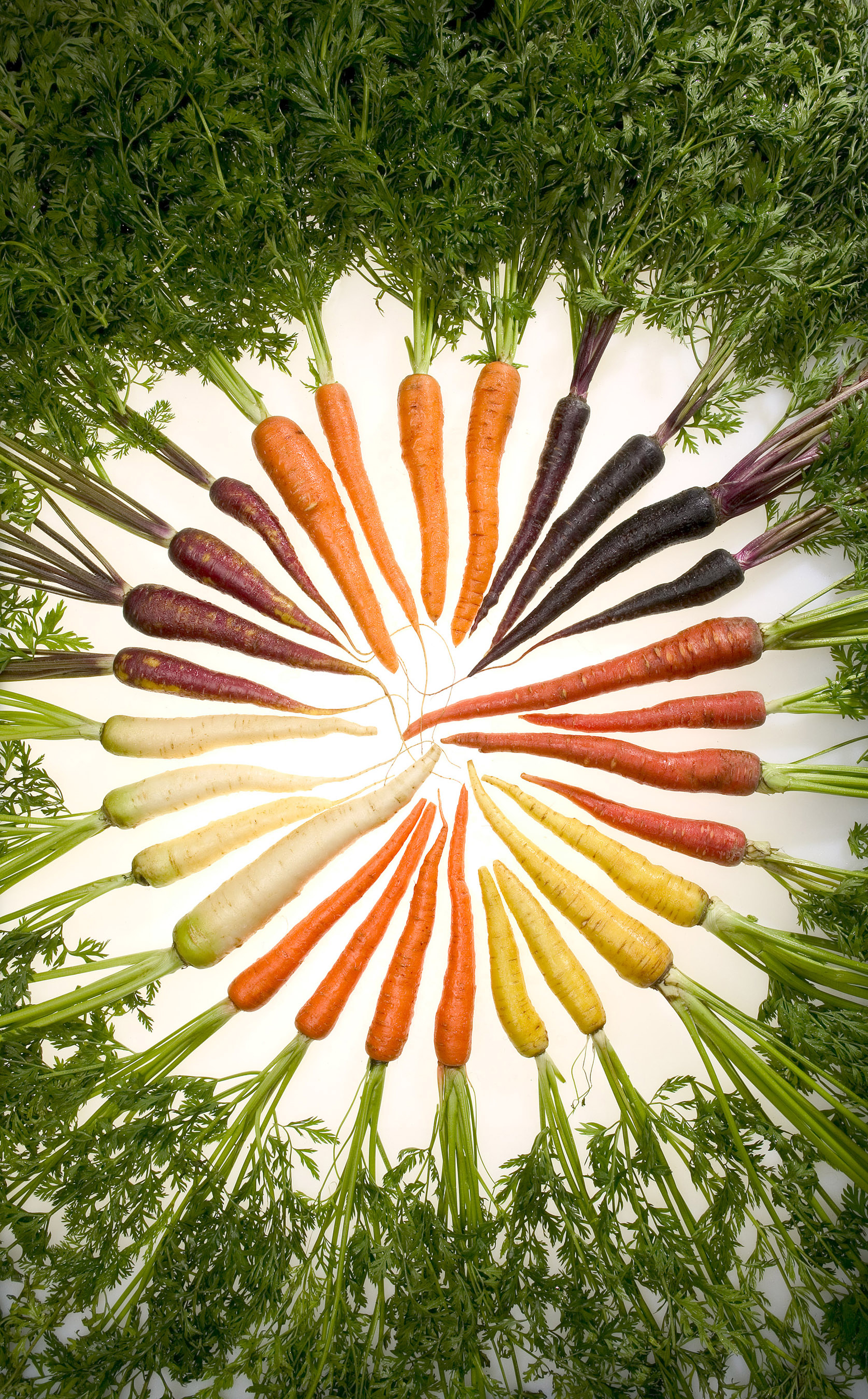
Sorten gibt es in verschiedenen Farben der Pfahlwurzel

Die unterschiedlich gefärbten Karotten stammen von verschiedenen Ursprungssippen ab: die weißen stammen aus dem Mittelmeergebiet, die gelben aus Afghanistan, ebenso die rotvioletten Formen. Die Kulturform dürfte letztlich durch Kreuzung aller drei Formen wahrscheinlich in deren Überschneidungsgebiet in Kleinasien entstanden sein.

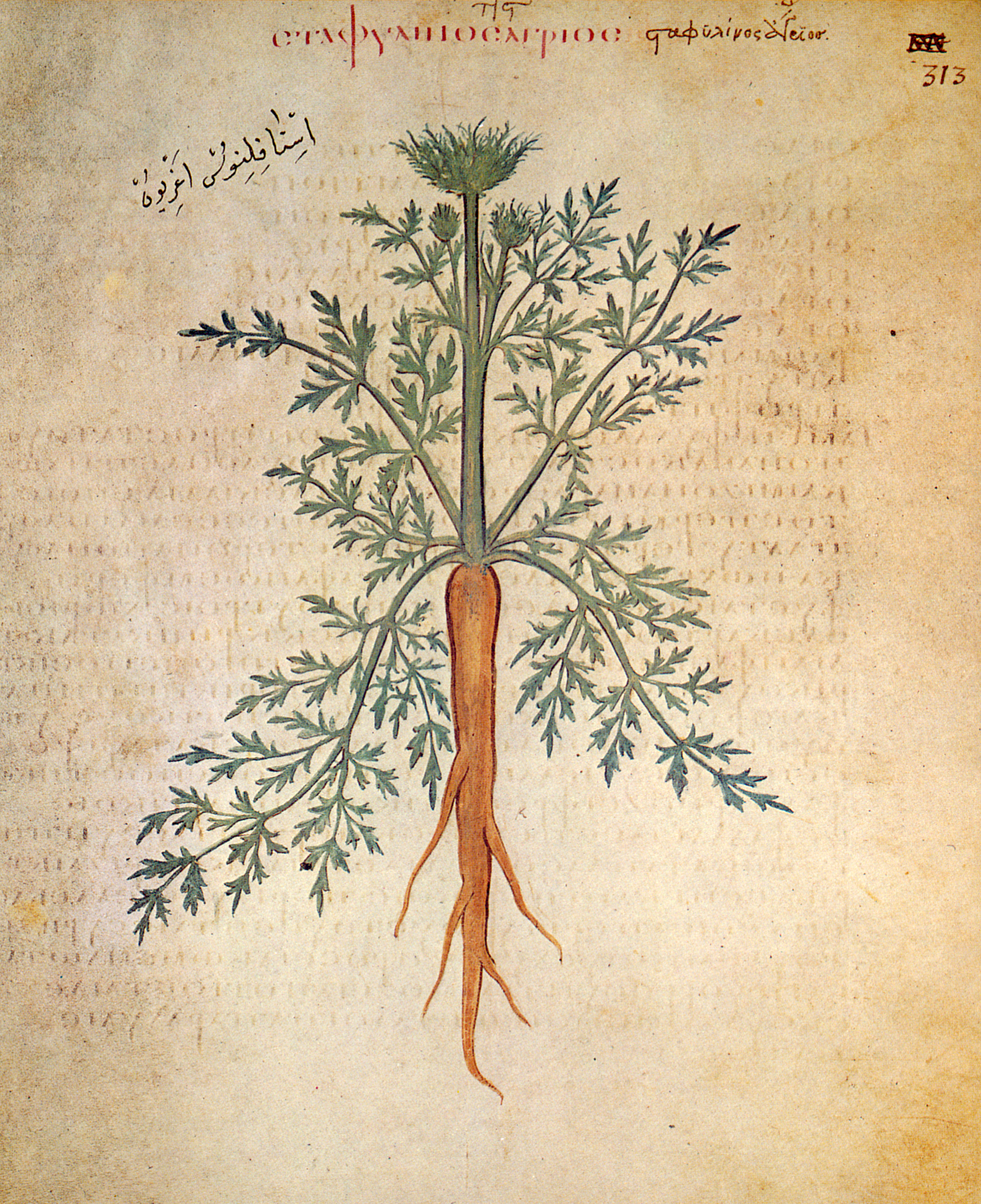
Wiener Dioskurides Kodex auf Blatt 313r

Die ältesten Belege über eine Nutzung von wilden (Daucus carota L.) und kultivierten (Daucus carota subsp. sativus Hoffm. Schübl. & G. Martens) Möhren stammen aus der Antike Griechenlands und Roms. Dioskurides nannte um 60 n. Chr. die Wilde Möhre staphylinos und erwähnte ihre Nutzung als Arzneipflanze (gegen Geschwüre, menstruationsfördernd, fruchttötend, gegen Brustfellentzündung, Ödeme und giftige Substanzen sowie Harnverhalt). Sie sei wirksamer als die im Garten gezogenen Pflanzen. Die Abbildung in der Dioskurides-Ausgabe des 6. Jahrhunderts ist die älteste bekannte Abbildung. Dioskurides erwähnt auch, dass staphylinos bei den Römern carota und pastinaca genannt werde. Bei römischen Autoren ist durch die vielfältigen Bezeichnungen häufig nicht klar, ob sie von der Karotte oder der Pastinake schreiben, und auch die Kretische Augenwurz („Daucus cretensis“) sowie andere Umbelliferen kommen dabei in Frage.
Im 10. Jahrhundert wurden im heutigen Iran rotviolette und gelbe Möhren gezogen, diese gelangten im 12. Jahrhundert nach Spanien und weiter nach Italien. Die rotviolette Möhre wurde in Frankreich und Deutschland zwar bis ins 19. Jahrhundert angebaut, allerdings herrschte in Europa seit dem 16. Jahrhundert die Gelbe Rübe vor. Diese wurde auch nach der Durchsetzung der orangefarbigen Carotin-Möhre noch lange als Futterpflanze angebaut.
Für Mitteleuropa ist ein archäologischer Nachweis des Karottenanbaus schwer möglich, da die Wilde Möhre weit verbreitet vorkommt, besonders auch auf Wiesen und an Wegrändern. Frühe schriftliche Nennungen aus dem 9. bis 12. Jahrhundert lassen sich nicht sicher von der Pastinake unterscheiden, wie etwa im Capitulare de villis Karls des Großen oder in den Schriften der Hildegard von Bingen. Die älteste eindeutige Beschreibung stammt von Albertus Magnus im 13. Jahrhundert, der die Pflanze daucus nennt und ihr charakteristisches Merkmal der dunkleren Mittelblüte nennt.
In den Kräuterbüchern des 16. und 17. Jahrhunderts wird sie häufig genannt. Beispielsweise nennt sie Hieronymus Bock 1539 Geel und roht Rüben. Joachim Camerarius nannte die Carota 1586 „welsch“. Es dürfte sich dabei um eine Zuchtform gehandelt haben, die noch nicht lange aus Frankreich oder Italien nach Deutschland gelangt war. Karotten gab es in vielen Farbvarianten, so nennt 1684 Johann Sigismund Elsholtz gelbe, weiße, rote und schwarzrote Möhren.
Orangefarbene Karotten dürften in den Niederlanden entstanden sein. Jedenfalls sind die ersten Nachweise dafür niederländische Gemälde vom Ende des 17. Jahrhunderts: Pieter Aertsen, Frucht- und Gemüsestand, und Nicolaes Maes, Eine Marktszene in Dordrecht. Im 18. Jahrhundert wurden die Karotten in den Niederlanden in zwei Gruppen unterteilt: in lange orangefarbene (in Deutschland als Brunswicker bezeichnet) und kleinere, intensiv orange gefärbte Hornmöhren. Erste Beschreibungen der orangefarbenen Karotten stammen vom Anfang des 18. Jahrhunderts.